# Aphiloscia annulicornis
Aphiloscia annulicornis är en kräftdjursart som först beskrevs av Gustav Budde-Lund 1908.  Aphiloscia annulicornis ingår i släktet Aphiloscia och familjen Philosciidae. Inga underarter finns listade i Catalogue of Life.